# IPhone 4
iPhone 4 blev annonceret på WWDC den 7. juni 2010 af Apples CEO Steve Jobs. iPhone 4 har en lang række tiltag både på hardware- og softwaresiden. iPhone 4 skiller sig markant ud fra de tidligere modeller, pga. en mere kantet udformning, samt anvendelse af metal og glas i designet. Telefonen har designmæssigt flere ligheder med første generation iPad, som den også deler flere hardwarekomponenter med. iPhone 4 er den første iPhone-model der har to kameraer (på bag- og forsiden), hvilket muliggør videoopkald. iPhone 4 var også det første produkt fra Apple der blev udstyret med en såkaldt "Retina-skærm" – en skærm med så høj en opløsning og pixeltæthed, at menneskets øje ikke ville kunne skælne mellem skærmens individuelle pixels, og derved opleve en langt skarpere og klarere billedoplevelse. Skærmen i iPhone 4 har en opløsning på 640×960 pixels, hvilket giver en fordobling af pixeltætheden, set i forhold til den forrige generation af iPhone. Kameraet er også blevet opgraderet fra 3 megapixel til 5. Med dette er det muligt at optage HD-video (720p). Af andre nyheder kan nævnes forstærkede materialer (et glasmateriale, der er 30 gange hårdere end plastic og en ramme i rustfrit stål der samtidig fungerer som antenne), en ny processor (A4), indbygget gyroskop og to mikrofoner for støjdæmpning.. Kort tid efter lanceringen af iPhone 4, oplevede flere ejere af telefonen forbindelsessvigt, når de holdt telefonen under opkald. Det viste sig senere at telefonens forbindelse kunne påvirkes, ved at holde den med et bestemt greb, så telefonens antenne på metalsiden blev berørt, hvilket var årsagen til problemet.